# Zgromadzenie Europejskich Narodów Ujarzmionych
Zgromadzenie Europejskich Narodów Ujarzmionych (ang. Assembly of Captive European Nations), ACEN (lub pol. ZENU) – organizacja międzynarodowa powołana do życia przez przedstawicieli państw Europy Środkowo-Wschodniej i Albanii, które znalazły się w strefie wpływów ZSRR po konferencji jałtańskiej oraz Estonii, Łotwy i Litwy.

## Tło powstania
Konferencja w Jałcie w lutym 1945 podzieliła Europę na strefę wpływów USA (Europa Zachodnia, Północna i Grecja) i ZSRR (reszta Europy). Wywołało to oburzenie części rządów państw Europy Środkowo-Wschodniej, będących na emigracji (np. rządu polskiego), które nie brały udziału w konferencji i zostały o tym powiadomione dopiero w połowie lutego.
Z uwagi na napięcia panujące po wojnie pomiędzy USA i Wielką Brytanią a ZSRR liczono na nową wojnę pomiędzy niedawnymi aliantami i tym samym na przekreślenie postanowień z Jałty. Jednak zimna wojna nie mogła spełnić nadziei emigrantów. W ten sposób w 1954 przedstawiciele kilku państw, które były w orbicie wpływów ZSRR, zdecydowali się powołać międzynarodową organizację, mającą zapewnić skuteczną walkę z radzieckim okupantem.

## ACEN

### Członkowie
10 sierpnia 1954 powołano do życia Zgromadzenie Europejskich Narodów Ujarzmionych z siedzibą w Nowym Jorku. W skład ACEN weszli emigracyjni przywódcy polityczni, działacze i intelektualiści podzieleni na trzy szczeble:
- krajowy – znalazły się w nim komitety narodowe i rządy (lub rady) emigracyjne, reprezentujące interesy danego państwa. Były to: Polski Komitet Demokratyczny i (Polska) Rada Jedności Narodowej[2] (wybierały po 8 delegatów do egzekutywy ACEN) oraz: Narodowy Komitet Wolnej Albanii, Bułgarski Komitet Narodowy, Rada Wolnej Czechosłowacji, Komitet Wolnej Estonii, Komitet Wolnej Litwy, Komitet Wolnej Łotwy, Rumuński Komitet Narodowy i Węgierska Rada Narodowa (wybierały one po 16 delegatów);
- asocjacyjny – jego członkami były zrzeszenia oparte na głównych partiach politycznych, takich jak Międzynarodowa Unia Chłopska (do której należał lider SL i twórca PSL Stanisław Mikołajczyk) czy Unia Chrześcijańsko-Demokratyczna Europy Środkowej; każda z tych organizacji dysponowała 4 delegatami w Zgromadzeniu, ale bez prawa do głosowania;
- konsultacyjny – grupował delegatów międzynarodowych organizacji utworzonych przez emigrantów i uchodźców dla obrony ich praw; wkład tej ostatniej grupy ograniczał się do przedstawiania alternatywnych punktów widzenia problemów poruszanych na forum Zgromadzenia.

### Cele
Członkowie ACEN dążyli do realizacji 3 głównych i wspólnych celów:
- zapewnienia pokojowymi sposobami wyzwolenia z komunizmu państw okupowanych lub podporządkowanych ZSRR;
- informowania opinii publicznej o aktualnej sytuacji w państwach za żelazną kurtyną;
- pozyskanie do współpracy i pomocy organizacji rządowych i pozarządowych.

### Struktura

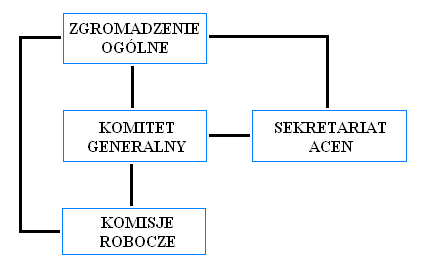
Schemat struktury ACEN/ZENU

Funkcjonowanie ZENU oparto na modelu organizacyjnym ONZ. Stąd też w skład organizacji wchodziły:
- Zgromadzenie Ogólne – najwyższy organ prawodawczy i konsultacyjny. Ustalał bieżącą politykę i wybierał Komitet Generalny; ZO ACEN zwoływane było corocznie we wrześniu w Nowym Jorku (równocześnie z sesjami Zgromadzenia Ogólnego ONZ); w razie potrzeby zwoływano także sesje specjalne do Strasburga;
- Komitet Generalny – był najwyższym organem w czasie pomiędzy sesjami Zgromadzenia Ogólnego. Komitet rozplanowywał konferencje prasowe, wysyłał swoich członków (kadencja trwała 1 rok) na spotkania z szefami rządów, nadzorował prace Sekretariatu, wykonywał budżet oraz koordynował prace różnych komisji roboczych;
- Sekretariat – był organem wykonawczym ZENU. W skład Sekretariatu wchodzili: Sekretarz Generalny, Zastępca Sekretarza oraz personel biurowo-administracyjny;
- Komisje robocze – zbierały i porządkowały informacje, które następnie przedstawiały Zgromadzeniu Ogólnemu w formie statystyk i sprawozdań; Rezultaty prac komisji były następnie podstawą dla projektów rezolucji ZO ACEN. Początkowo istniało sześć komisji:
  - Polityczna – głównym zadaniem była ocena stopnia sowietyzacji danego państwa;
  - Prawna – sporządzała raporty dotyczące naruszenia praw człowieka przez ZSRR oraz dokonanej przez niego nielegalnej aneksji państw;
  - Socjalna – poruszała kwestie związane z traktowaniem kobiet, prześladowaniami religijnymi i ludobójstwem;
  - Gospodarcza – zajmowała się problemami w handlu Wschodu z Zachodem oraz nieprawidłowościami gospodarczymi;
  - Informacyjna – ustalała stopień wolności informacji w państwach Bloku Wschodniego;
  - Kulturalna – badała kulturowe aspekty sowietyzowanych państw.

Od końca lat 60. działy trzy komisje: polityczno-prawna, socjalno-gospodarcza i kulturalno-informacyjna.

### Działalność
Organizacja początkowo działała prężnie, gdyż otrzymała znaczna pomoc finansową z Komitetu Wolnej Europy. Otwarto m.in. dodatkowe biura w Londynie, Paryżu i Bonn; organizowano manifestacje i rozdawano ulotki. ACEN wydawało także różne publikacje, organizowało spotkania z szefami rządów państw zachodnich oraz starało się wnieść problem państw zależnych od ZSRR pod obrady ONZ. Działania te jednak na skutek niekorzystnej sytuacji politycznej i braku faktycznej siły przebicia nie dały większego rezultatu.
Z powodów finansowych działalność Zgromadzenia została przerwana w styczniu 1972.
ZENU była organizacją wyjątkową, gdyż skupiała nie oficjalnie uznane państwa lub ich przedstawicielstwa, ale reprezentantów tych państw, które do 1939 były niezależne i dopiero wojna lub postanowienia z Jałty uniemożliwiły im dalszą prawną działalność na zasadach w pełni demokratycznych. Tym samym funkcjonowanie organizacji dawało pełną podmiotowość polityczno-prawną jej członkom i umożliwiało walkę z porządkiem politycznym wprowadzonym w Europie w 1945 r.